# جواو روتشا
جواو روتشا (بالبرتغالية: João Rocha‏) هو شخصية أعمال برتغالي، ولد في 9 يوليو 1930 في سيتوبال في البرتغال، وتوفي في 8 مارس 2013 في لشبونة في البرتغال.